# Luis Alonso Poncela
Luis Alonso Poncela, més conegut com a Cela (Zamora, Castella i Lleó, 2 d'agost de 1937), és un exfutbolista castellanolleonès que jugava en la posició de defensa. Va jugar dues temporades a Primera Divisió (1972-73 i 1973-74) amb el Club Esportiu Castelló.

## Clubs
| Club            | Anys      |
| --------------- | --------- |
| U. D. Salamanca | 1960      |
| Reial Oviedo    | 1961      |
| UD Salamanca    | 1961-1963 |
| CE Castelló     | 1966-1974 |